# Gladiolus × hortulanus
Gladiolus × hortulanus L.H.Bailey è una pianta bulbosa della famiglia delle Iridacee.

## Descrizione
Il bulbo è a disco ed è giallo. Le foglie sono lanceolate. I fiori non sono profumati.

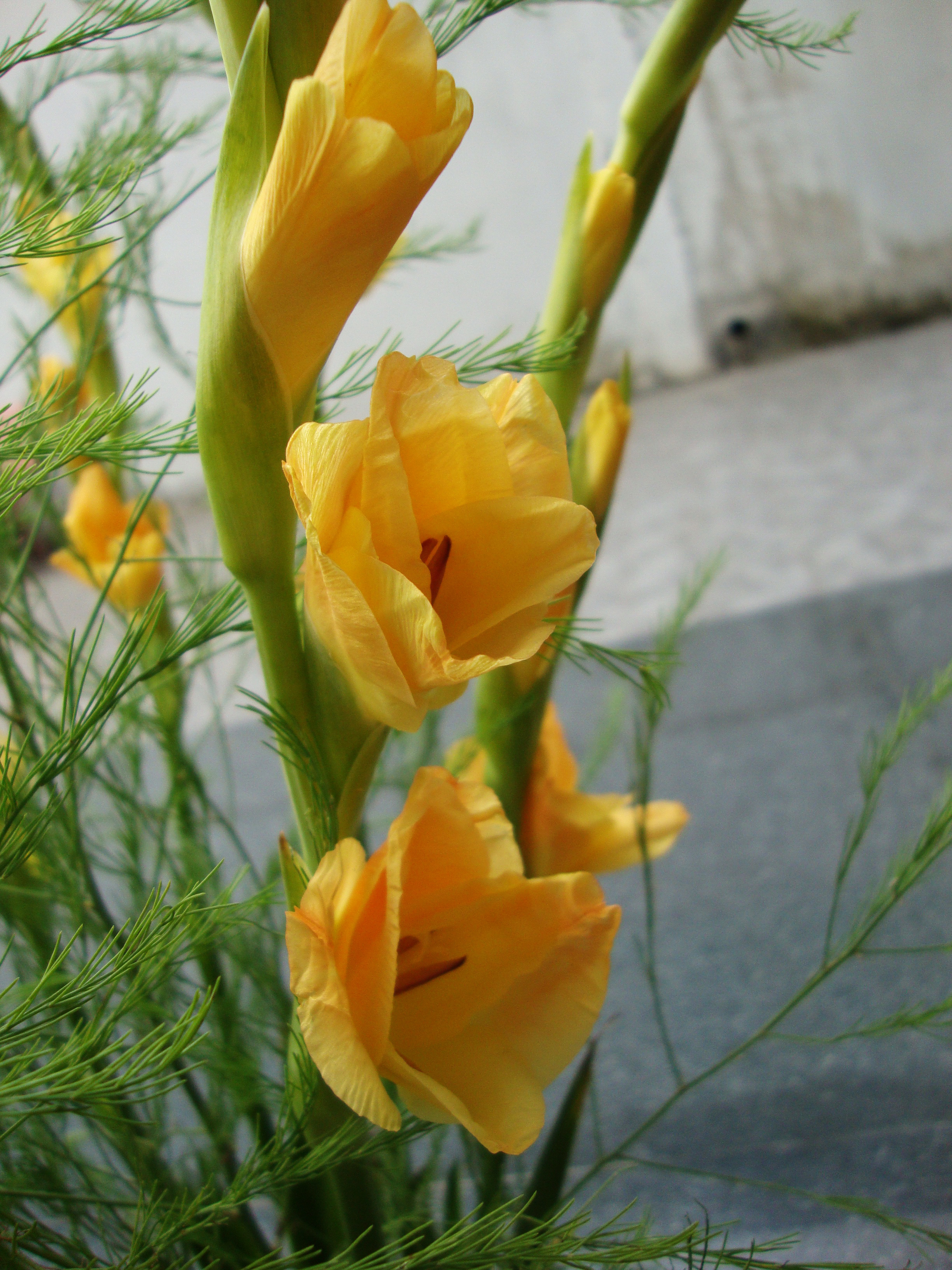
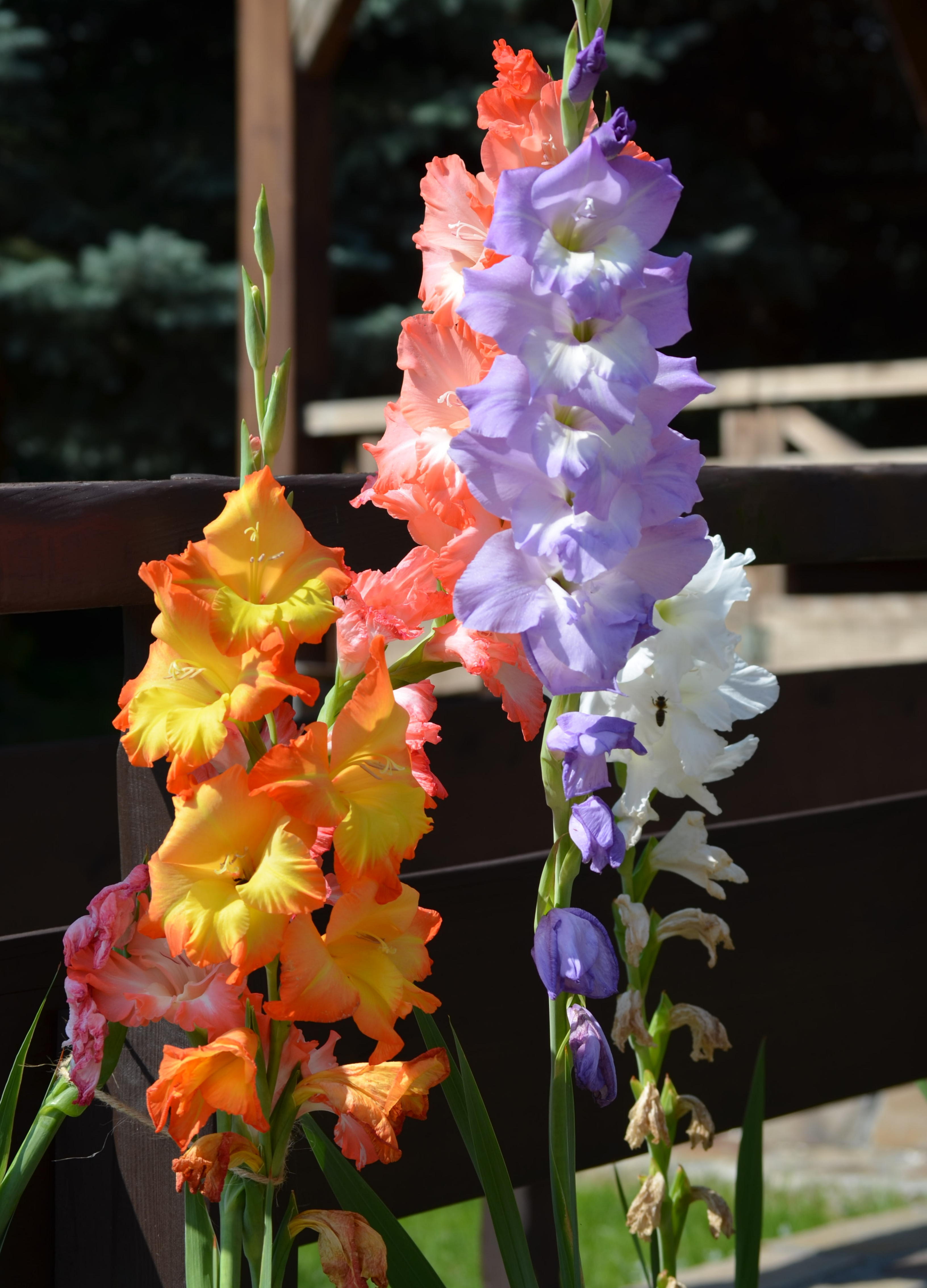
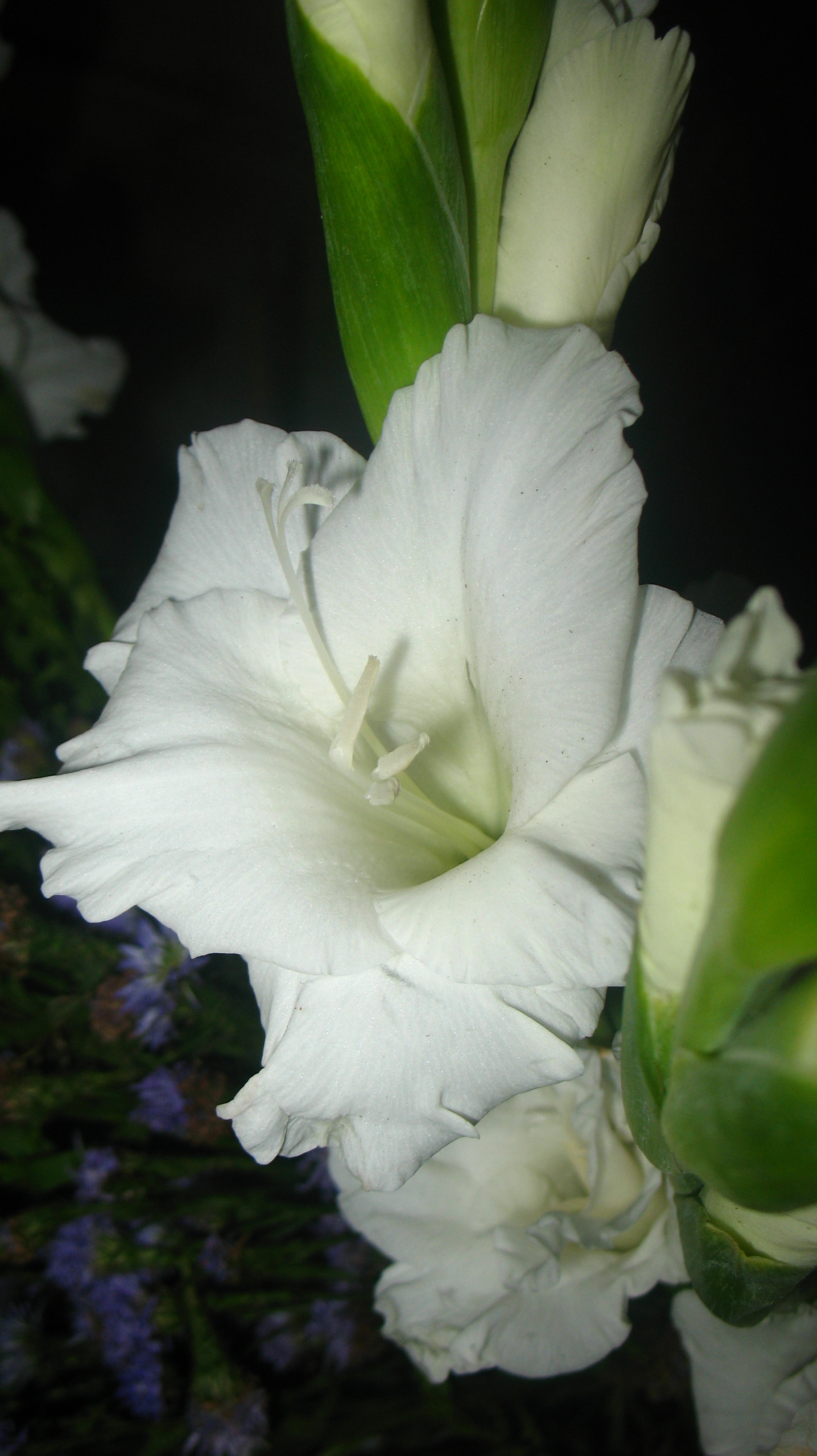